# Fohászok, fogadkozások
A Fohászok, fogadkozások (It Wasn't Meant to Happen) a Született feleségek (Desperate Housewives) című amerikai filmsorozat negyvenharmadik epizódja. Az Amerikai Egyesült Államokban először az ABC (American Broadcasting Company) adó sugározta 2006. április 30-án.

## Az epizód cselekménye
Karl úgy dönt, hogy egy jól sikerült búcsúlevél kíséretében elhagyja Edie-t, ám a minden részletében megtervezett lelépés egy kissé balul sül el. A barátnők mind Edie-t vigasztalják, miközben Susan-nek lelki-ismeretfurdalása van, ezért próbál Edie kedvében járni, olyannyira, hogy még verekedni is képes érte. Majd Edie magánnyomozót fogad, hogy megtalálja azt a nőt, aki miatt Karl ejtette. Peter mentora az Anonim Szex-függőktől rajtakapja a férfit, amint az éppen Bree-t készül megcsókolni, ezért eltiltja tőle. Bree-nek azonban kapóra jön egy adag kábítószer, mellyel eltávolíttathatja Claude-ot Peter közeléből. Később Bree felajánlja a mentori segítségét, Peter pedig olyan helyzetet teremt, hogy a szeretett asszony megtapasztalhassa, mit is vállal ezzel. Betty Applewhite úgy dönt, hogy eladja a házukat. A szerelmes fiatalok, Danielle és Matthew azonban a költözés hírére kegyetlen tervet eszelnek ki, mellyel elérik, hogy Applewhite-ék mégis Széplakon maradjanak. A megkeseredett édesanya később tragikus lépést fontolgat Caleb-bel kapcsolatban. Lynette - ugyan nem egészen önszántából -, de segítségére van a főnöke házasságának rendbehozatalában. Amikor azonban Ed elpuskázza az egészet, aljas módon bűnbakot keres, és talál is: Tom személyében. Felbukkan a kis Lily vér szerinti, kiskorú apja, hogy magával vigye a babát. Solis-ék kétségbe esnek, majd Gabrielle mindent elkövet azért, hogy tisztázza az ügyet és Lily náluk maradhasson, de úgy tűnik, hogy az égiek ezt másképp akarják.

## Mellékszereplők
- Currie Graham - Ed Ferrara
- Lee Tergesen - Peter McMillan
- Nichole Hiltz - Libby Collins
- Eddie McClintock - Frank Helm
- M.C. Gainey - Claude
- Sam Horrigan - Dale Helm
- Alicia Brandt - Judy
- Whitney Dylan - Kelli
- John Mariano - Oliver Weston
- Mitch Silpa - Jerry
- Anthony DeSantis - Félmeztelen férfi
- Barry Sigismondi - Football edző
- Gary Wolf - Mark
- Jesse Corti - Szociális munkás
- Mark Brady - Rendőr

## Mary Alice epizódzáró monológja
- A narrátor, Mary Alice monológja az epizód végén így hangzik (a magyar változat alapján):

„Van egy imádság arra, hogy erőt adjon azoknak, akik olyan helyzetbe kerülnek, amit nem akarnak elfogadni. Az ima ereje az emberi természet mélységes ismeretéből fakad. Mert oly sokan oly hevesen gyűlöljük a kártyát, amit az Élet osztott nekünk. Mert oly sokan oly gyávák vagyunk, és félünk kiállni az igazunkért. Mert oly sokan átadjuk magunkat a kétségbeesésnek, ha lehetetlen választás elé kerülünk. A jó hír azoknak, akik elmondják ezt a fohászt, az, hogy Isten meghallgat, és felel imáitokra, a rossz hír azonban az, hogy előfordul, hogy a válasza: Nem.”

## Epizódcímek szerte a világban
- Angol: It Wasn't Meant to Happen (Nem kellett volna megtörténnie)
- Francia: Courage, fuyez (Bátorság, szökj el!)
- Lengyel: To nie powinno się zdarzyć! (Nem kellett volna megtörténnie)
- Német: Verzweifelte Gebete (Elszánt imák)